# Мейбелтон (Джорджія)
Мейбелтон (англ. Mableton) — переписна місцевість (CDP) в США, в окрузі Кобб штату Джорджія. Населення — 40 834 особи (2020).

## Географія
Мейбелтон розташований за координатами 33°48′52″ пн. ш. 84°33′57″ зх. д. / 33.81444° пн. ш. 84.56583° зх. д. (33.814469, -84.565748).  За даними Бюро перепису населення США в 2010 році переписна місцевість мала площу 53,56 км², з яких 53,27 км² — суходіл та 0,29 км² — водойми.

## Демографія
Згідно з переписом 2010 року, у переписній місцевості мешкало 37 115 осіб у 13 409 домогосподарствах у складі 9456 родин. Густота населення становила 693 особи/км².  Було 15047 помешкань (281/км²).
Расовий склад населення:
| - 45,6 % — білих - 39,5 % — чорних або афроамериканців - 2,2 % — азіатів - 0,7 % — корінних американців - 0,1 % — вихідців з тихоокеанських островів - 9,0 % — осіб інших рас |

До двох чи більше рас належало 3,0 %. Частка іспаномовних становила 18,5 % від усіх жителів.
За віковим діапазоном населення розподілялося таким чином: 27,6 % — особи молодші 18 років, 64,5 % — особи у віці 18—64 років, 7,9 % — особи у віці 65 років та старші. Медіана віку мешканця становила 34,6 року. На 100 осіб жіночої статі у переписній місцевості припадало 93,9 чоловіків;  на 100 жінок у віці від 18 років та старших — 90,0 чоловіків також старших 18 років.
Середній дохід на одне домашнє господарство  становив 74 492 долари США (медіана — 54 919), а середній дохід на одну сім'ю — 83 234 долари (медіана — 60 729). Медіана доходів становила 45 184 долари для чоловіків та 47 008 доларів для жінок. За межею бідності перебувало 17,6 % осіб, у тому числі 25,6 % дітей у віці до 18 років та 9,4 % осіб у віці 65 років та старших.
Цивільне працевлаштоване населення становило 19 161 осіб. Основні галузі зайнятості: освіта, охорона здоров'я та соціальна допомога — 18,9 %, науковці, спеціалісти, менеджери — 15,3 %, роздрібна торгівля — 10,9 %, виробництво — 10,0 %.